# Yousuf Karsh
Yousuf Karsh (Mardin, 23 de diciembre de 1908-Boston, 13 de julio de 2002) fue un fotógrafo canadiense de origen armenio.
Nació en Mardin, en la parte occidental de Armenia que actualmente está ocupada por Turquía. A la edad de 14 años su familia, huyendo de la persecución de la que era objeto la población armenia, se refugia en Siria. Dos años después, Yousuf se trasladó a Sherbrooke, en la provincia de Quebec, (Canadá) y vivió con un tío que se desempeñaba como fotógrafo.
En Sherbrooke asistió a la escuela y en el tiempo libre ayudó a su tío en su actividad profesional, quien observó el talento de su sobrino y le consiguió un puesto como aprendiz en Boston con el fotógrafo John Garo.
Cuatro años más tarde Karsh regresó a Canadá y abrió un estudio propio en Ottawa, cerca de la sede del Gobierno. Fue casualmente descubierto por el primer ministro canadiense Mackenzie King que lo introduce en el ambiento político, encargándole retratos de dignatarios extranjeros en visita oficial. Karsh obtiene una discreta notoriedad, pero la fama lo encuentra en el año 1941, en ocasión de la visita a Ottawa de Winston Churchill, cuando retrata al primer ministro británico. Esta foto sería uno de los retratos fotográficos más conocidos y reproducidos de la historia. Fue quien ayudó en sus primeros pasos en el mundo de la fotografía a Herman Leonard, fotógrafo de la escena del jazz.
Ha fotografiado muchos personajes famosos del siglo XX, entre ellos: Alberto Moravia, Albert Einstein, Albert Schweitzer, Alexander Calder, Andy Warhol, Audrey Hepburn, Clark Gable, Dwight Eisenhower, Ernest Hemingway, Fidel Castro, Jacqueline Kennedy Onassis, Frank Lloyd Wright, General Pershing, George Bernard Shaw, Georgia O'Keeffe, Grey Owl, Helen Keller, Humphrey Bogart, Indira Gandhi, John F. Kennedy, Laurence Olivier, Soong May-ling, Muhammad Ali, Pablo Casals, Pío XII, Jawaharlal Nehru, Paul Robeson, Peter Lorre, Pablo Picasso, Pierre Trudeau, Isabel II del Reino Unido, Juan Pablo II, Grace Kelly, Raniero III de Mónaco, Robert Frost, Ruth Draper.
Sus obras son expuestas en distinto museos: la Galería Nacional de Canadá, el MOMA, el George Eastman House International Museum of Photography and Film, la Biblioteca Nacional de Francia, la National Portrait Gallery de Londres, y muchos otros. La colección completa de impresiones, negativos y documentación se encuentra custodiada por la Biblioteca de Canadá, mientras que su equipamiento ha sido donado al Museo de la Ciencia y la Tecnología de Ottawa.

## Galería

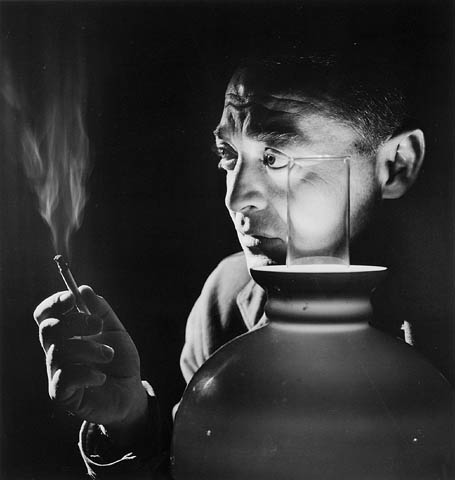
Peter Lorre
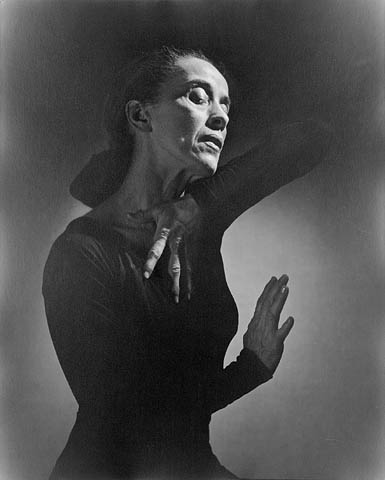
Martha Graham
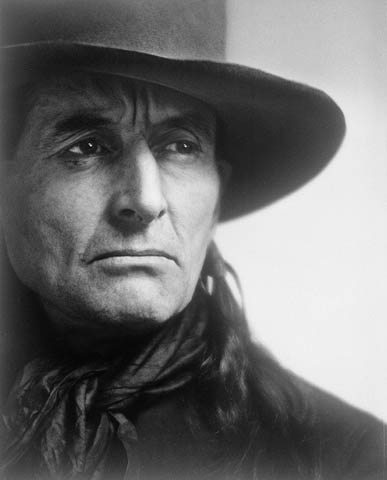
Grey Owl
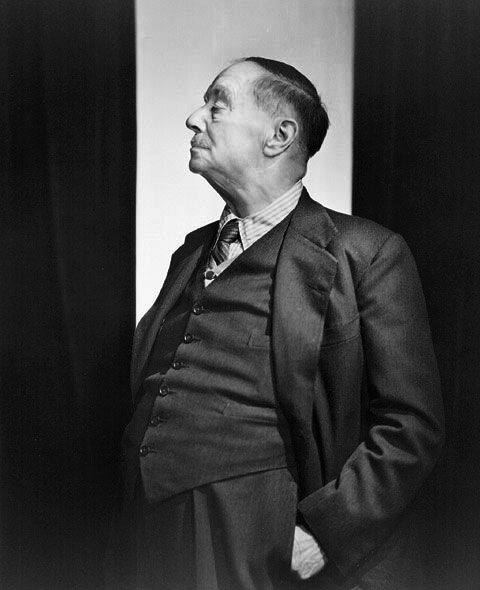
H.G. Wells 1943.
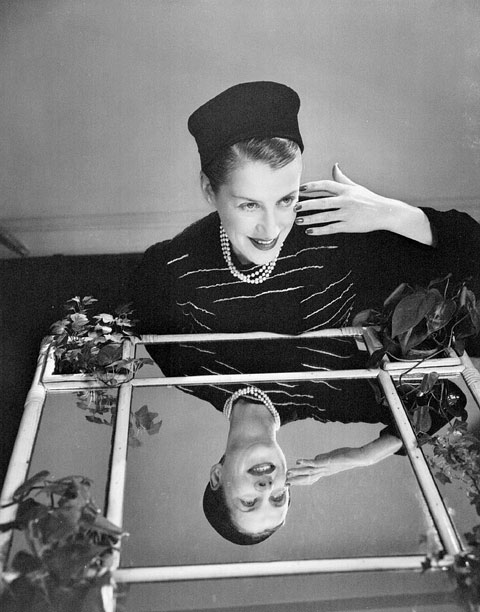
Beatrice Lillie
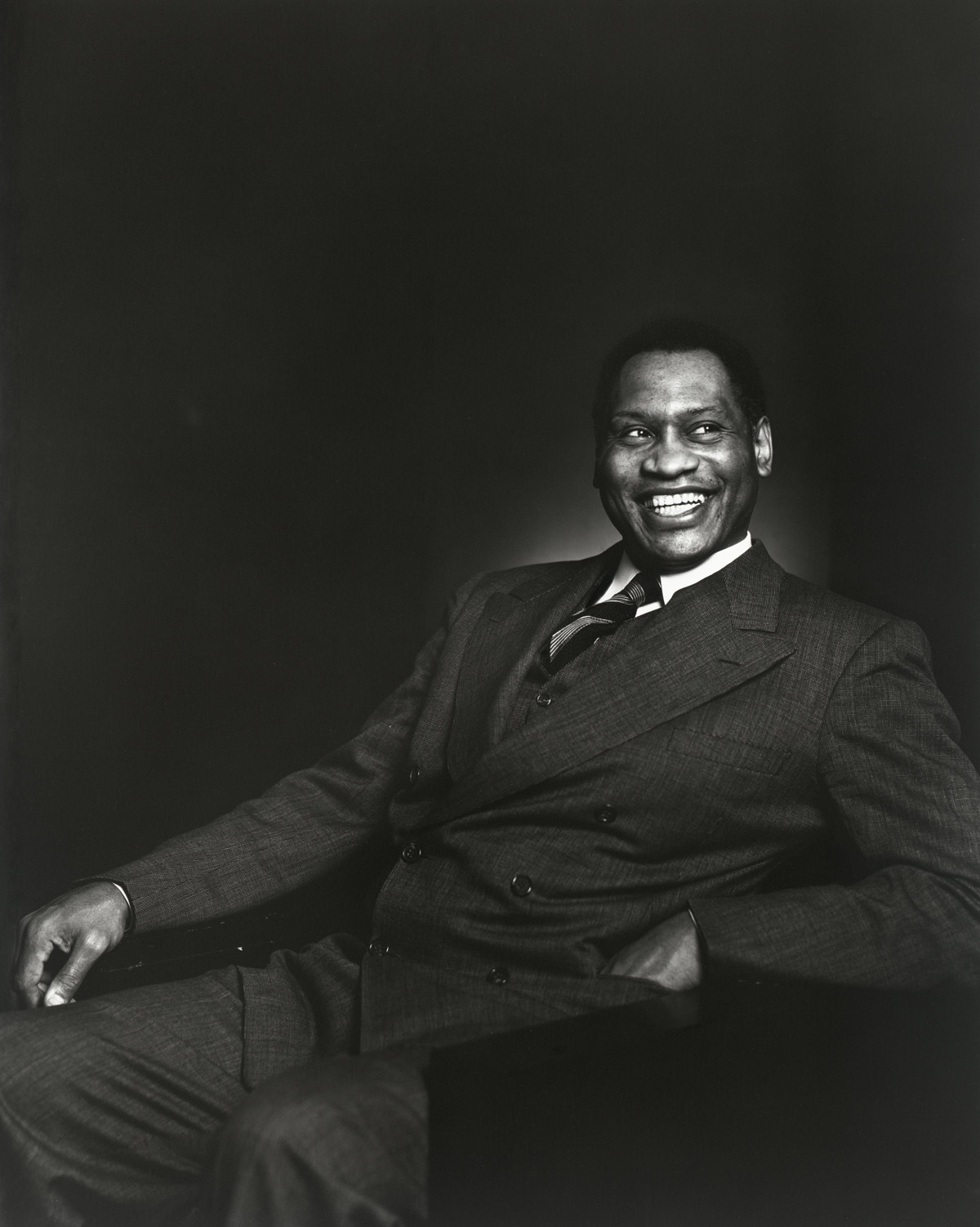
Paul Robeson 1938.
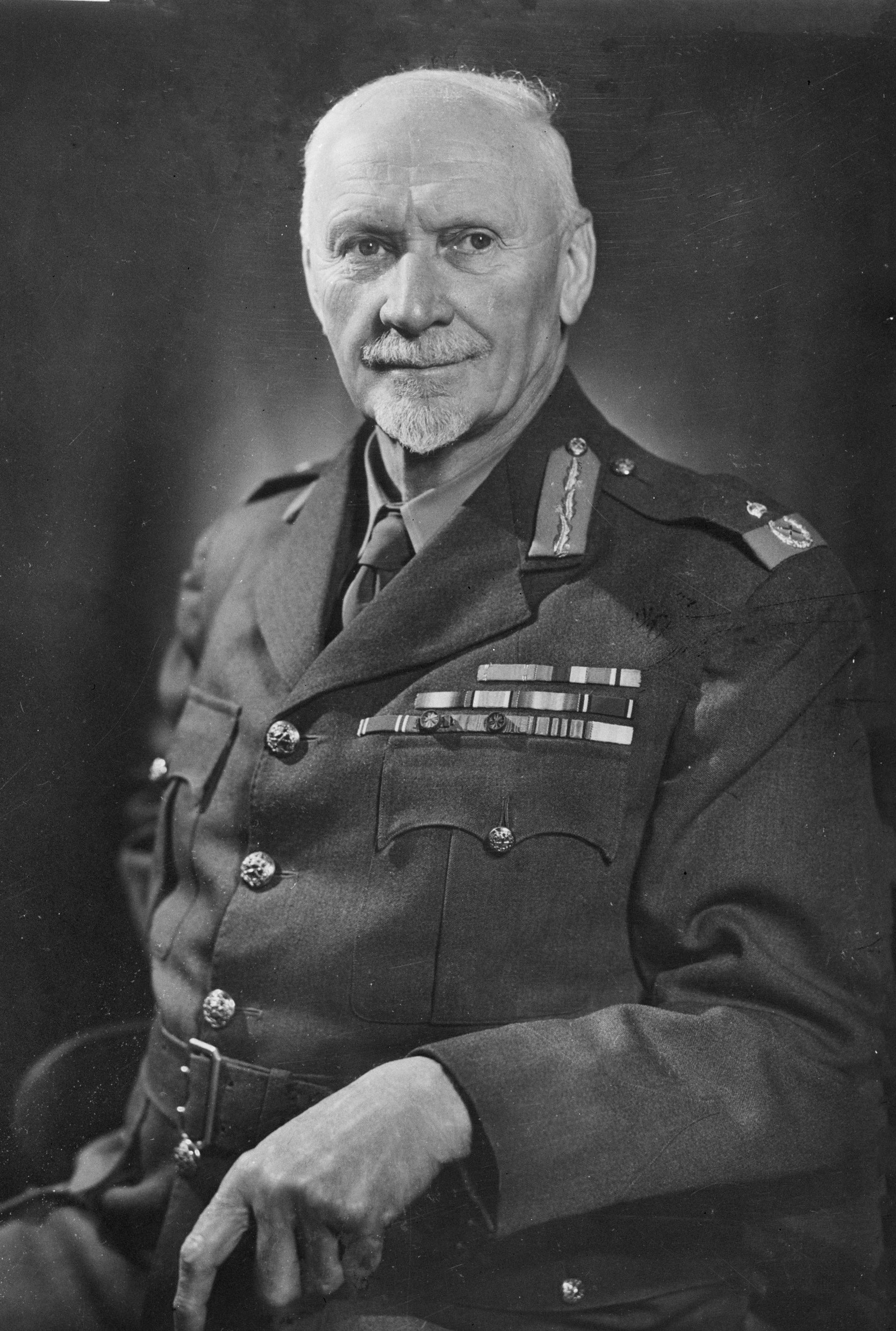
Jan Smuts
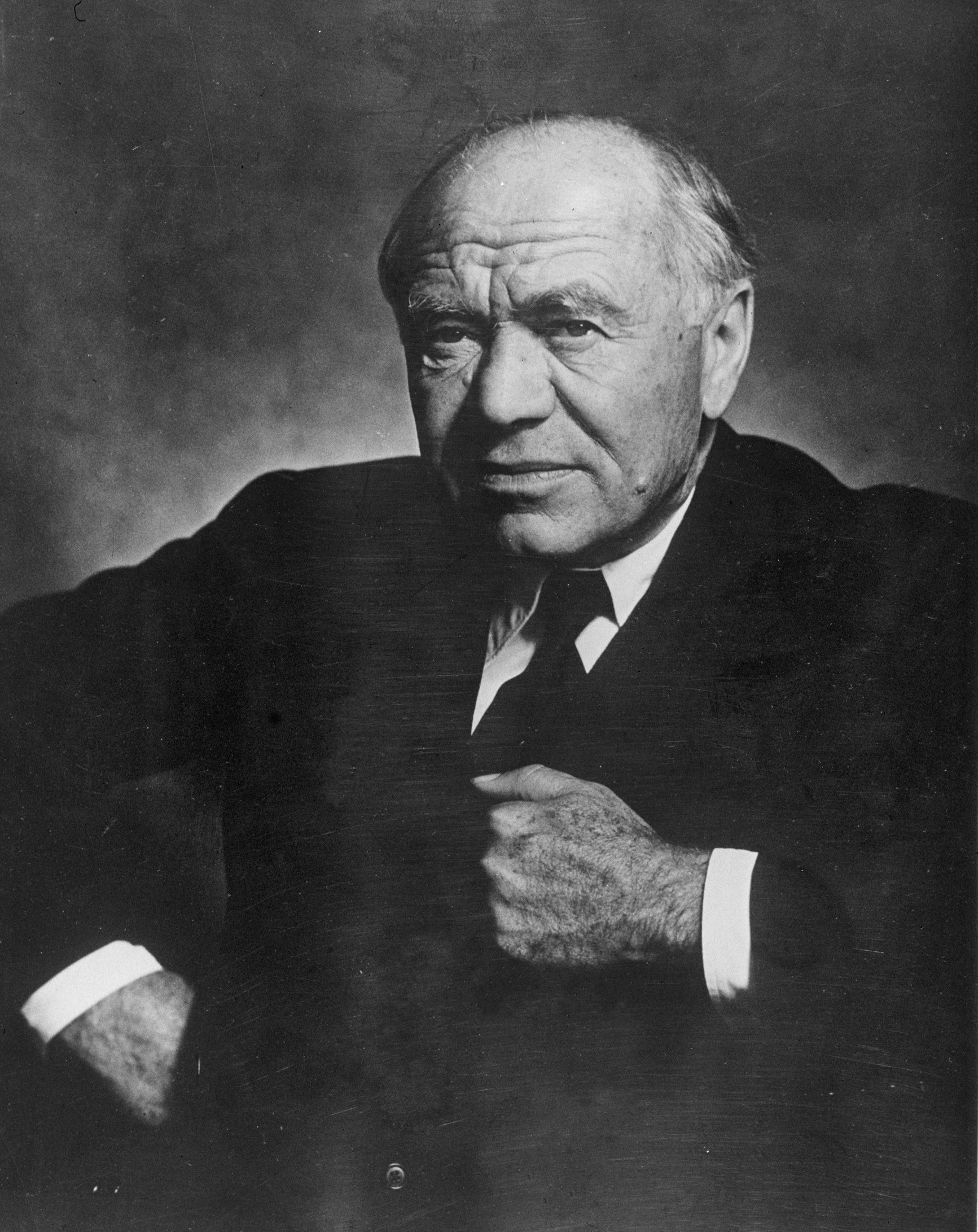
Lord Beaverbrook